# Aleja Jerzego Waszyngtona w Krakowie
Aleja Jerzego Waszyngtona – zabytkowa aleja obsadzona drzewami, z których 31 jest pomnikami przyrody, stanowi jeden z zabytków Krakowa. Znajduje się w zachodniej części miasta, w dzielnicy VII Zwierzyniec, na Zwierzyńcu. Prowadzi od osiedla Salwator do Kopca Kościuszki.

## Historia alei
W 1702 roku wybudowano na Górze św. Bronisławy kaplicę. Przedłużono wtedy drogę, która prowadziła od kościoła Najświętszego Salwatora, na wzgórze. Obok kaplicy usypano w latach 1820–1823 Kopiec Kościuszki, wokół którego Austriacy zbudowali w latach 1850–1856 fort i ulica (nosiła nazwę bł. Bronisławy) została drogą dojazdową do niego.
Austriacy zbudowali także bezkolizyjne skrzyżowanie, wiadukt drogowy zwany Diabelskim Mostem, na skrzyżowaniu z biegnącą prostopadle drogą rokadową (dzisiejsza ul. Malczewskiego).
Po południowej stronie ulicy powstał w 1865 roku Cmentarz Salwatorski.
W ramach rozbudowy Twierdzy Kraków zbudowano w 1908 roku, przed wjazdem do fortu, bramę forteczną Kościuszko, zburzoną po 1920 roku. Pozostały z niej, przy ulicy, tylko fragmenty muru oporowego.
W 1932 roku, w związku z 200 rocznicą urodzin pierwszego prezydenta Stanów Zjednoczonych, postanowiono podzielić ul. św. Bronisławy – zachodnią jej część, od osiedla Salwator do Kopca Kościuszki, nazwano Aleją Jerzego Waszyngtona.

## Aleja obecnie
Aleja ma długość ok. 1,1 km, prowadzi grzbietem wzgórza, pozbawiona jest zabudowy. Obsadzona jest drzewami, są to głównie: klon zwyczajny (8 jest pomnikami przyrody), jesion wyniosły (12 jest pomnikami przyrody), kasztanowiec biały (9 jest pomnikami przyrody), lipa drobnolistna (2 są pomnikami przyrody). Po północnej stronie alei, na stoku wzgórza, znajduje się kilka stanowisk archeologicznych.
Ruch samochodowy jest ograniczony do pięciu dni w tygodniu i dopuszczony tylko w części prowadzącej do Cmentarza Salwatorskiego, czyli na długości ok. 300 metrów od osiedla Salwator i ul. św. Bronisławy.

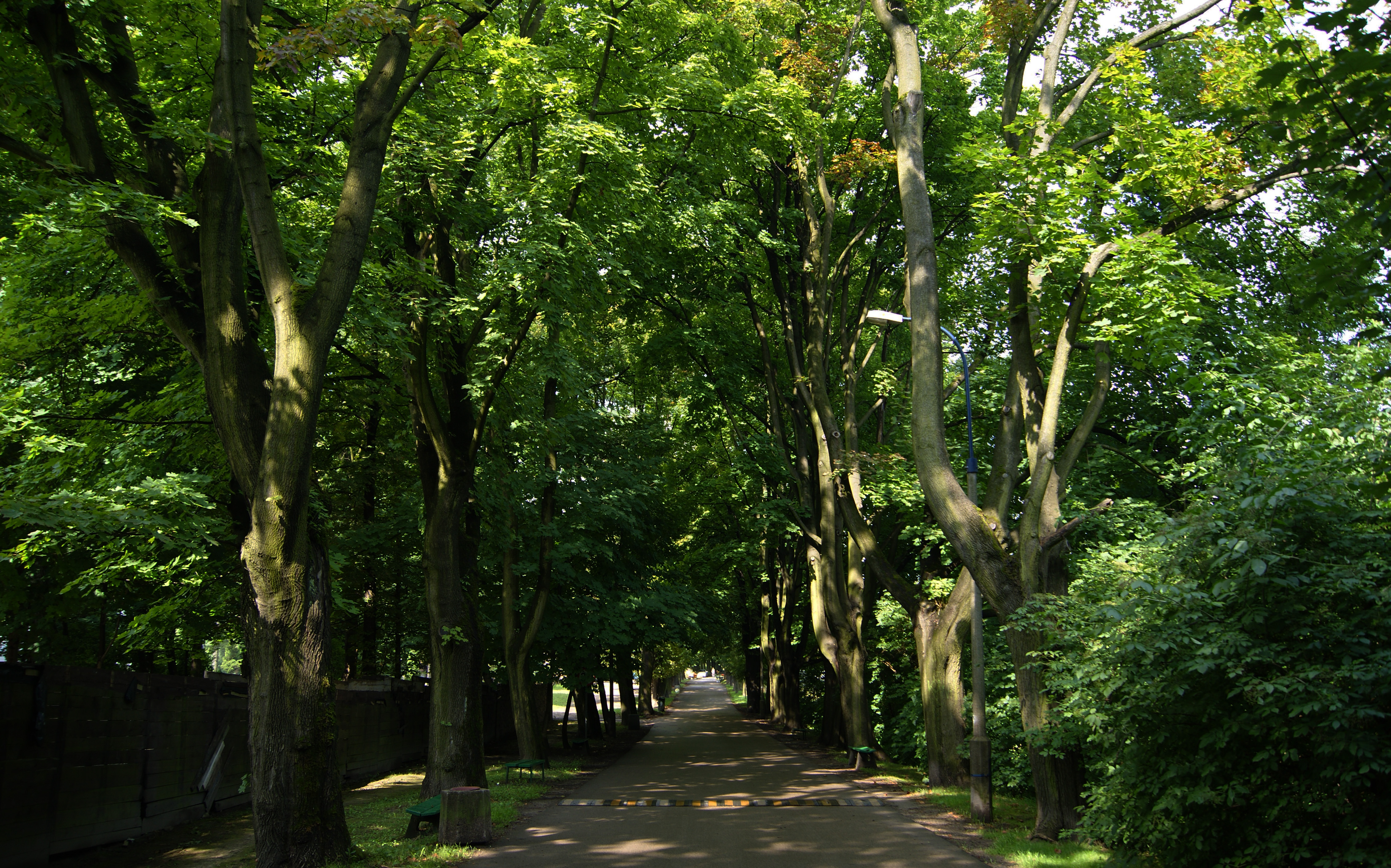
Widok na zachód
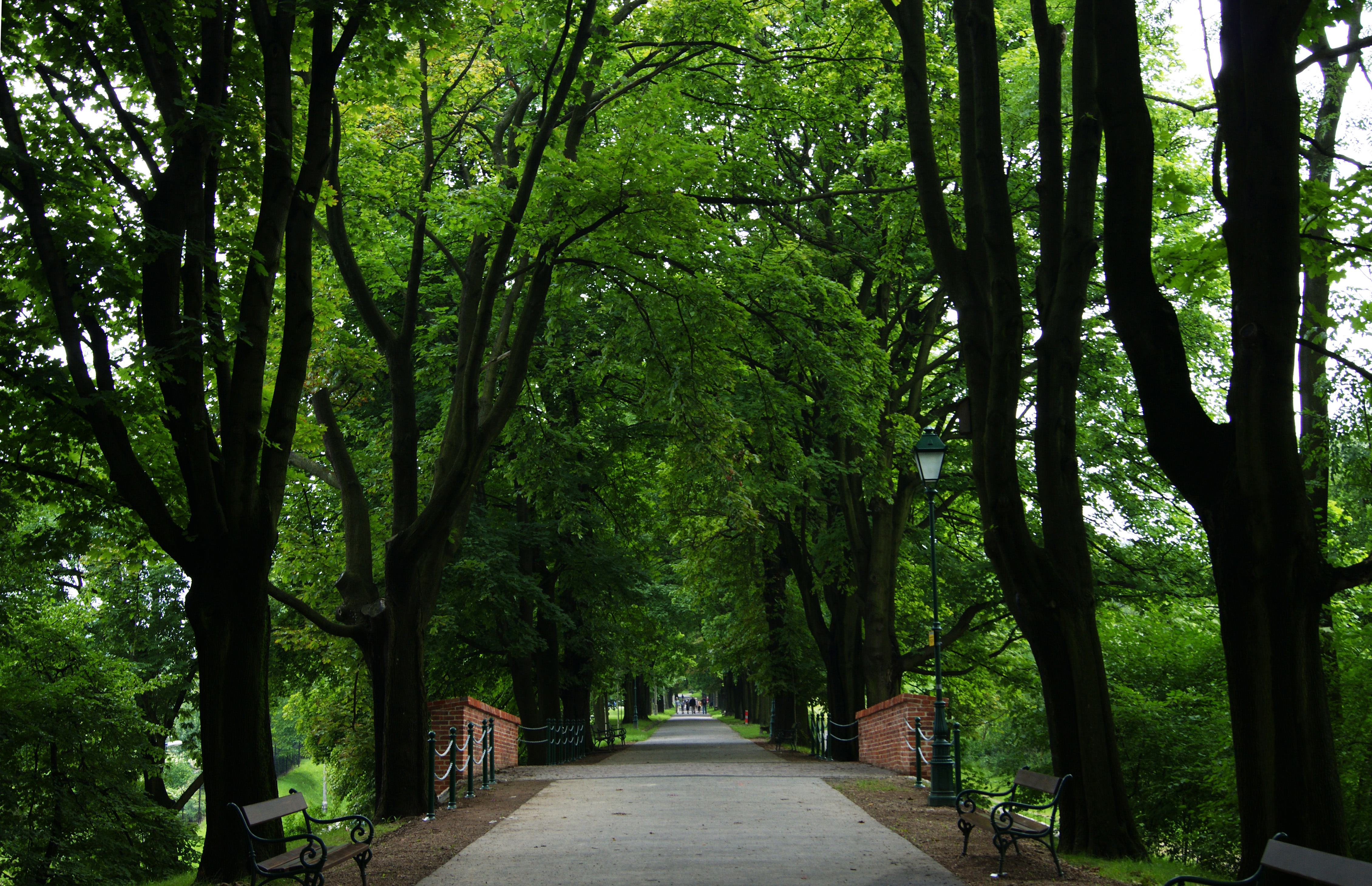
Al. Waszyngtona i Diabelski Most
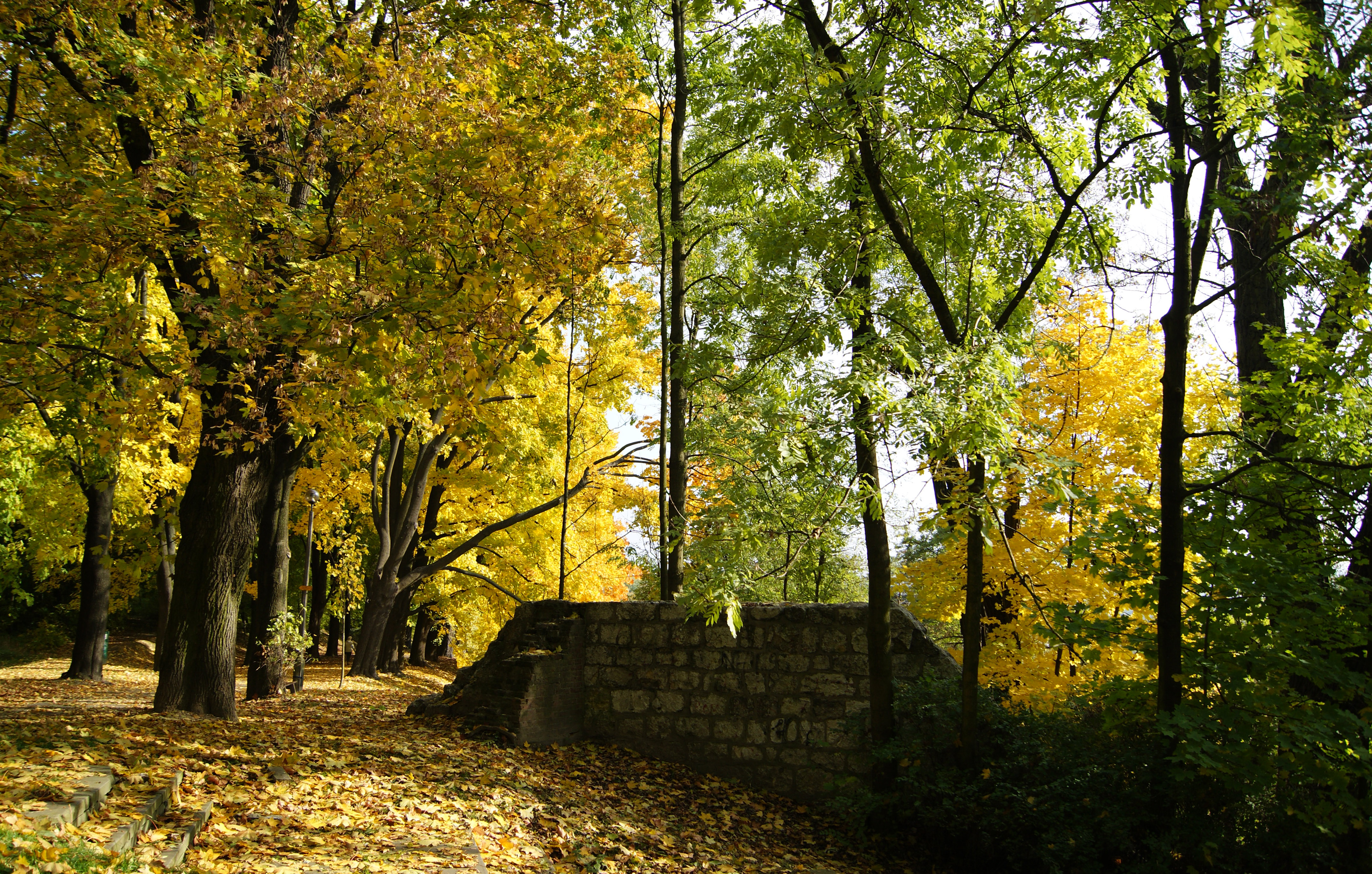
Relikty bramy fortecznej Kościuszko